# Diva (álbum de Ivy Queen)
Diva es el nombre del tercer álbum de estudio de la cantante puertorriqueña Ivy Queen. Fue lanzado al mercado el 19 de agosto de 2003 y distribuido de independiente por el Real Music Group. La grabación siguió a sus dos álbumes de estudio anteriores.
Contaba con colaboraciones con artistas de Hip-hop Latinoamericano incluyendo al difunto Mexicano 777, Bimbo y K-7, mientras que la producción del álbum estuvo a cargo de una variedad de productores musicales como Luny Tunes, DJ Nelson, Noriega e Iván Joy que fueron alistados, mientras que DJ Adam produjo la mayoría de las pistas.
Líricalmente, el álbum explora empoderamiento de las mujeres, la infidelidad, el desamor y el amor. Los estilos musicales de la grabación es reguetón y el hip-hop, mientras que los experimentos de Queen son con el R&B y Pop. Diva dio lugar a un total de siete sencillos: «Quiero bailar», «Quiero Saber», «Papi Te Quiero», «Guillaera», «Tuya Soy», «Tu No Puedes» y «Súbelo», que fueron lanzado en el transcurso de tres años. «Quiero Bailar» se convirtió en un éxito comercial en los Estados Unidos y Puerto Rico.
Esperado y aclamado, Diva alcanzó el puesto Nº24 en la lista Top Latin Albums de Billboard, el N.º 8 en la lista Top Heatseekers de la zona del Atlántico Sur de Billboard, el N.º 4 en el Reggae Albums de Billboard y el N.º 1 en el Tropical Albums también de Billboard.

## Antecedentes
Tras el comercial fallido de los dos primeros álbumes de estudio de Ivy Queen, En Mi Imperio (1997) y The Original Rude Girl (1998), ella fue eliminada de la etiqueta de Sony Discos y se tomó un descanso de su carrera musical en 1999. El sencillo de 1999, «In The Zone», un dúeto con el cantante haitiano Wyclef Jean, fue un éxito moderado en los Estados Unidos. El siguiente sencillo «Ritmo Latino» y el álbum no eran tan populares. Empezando en 2001 y 2002, Ivy comenzó a aparecer en los álbumes de compilación de reguetón con canciones como «Quiero Saber» del Kilates (2002) y «Quiero Bailar» del The Majestic (2002).
Comenzó a colaborar con artistas en sellos discográficos de Estados Unidos, como Tommy Boy Records y Columbia Records. En 2003, Ivy y su marido (en ese entonces) Gran Omar firmaron con Real Music, un sello independiente con sede en Miami, Florida y establecido por Jorge Guadalupe y Anthony Pérez. Aparecieron en el primer álbum del sello Jams Vol. 1, que Pérez lanzó después de varios sellos discográficos lo rechazó. Benefició de Pérez producir el «importante reguetón programa de televisión» The Roof, que se emitió en Mun2 y detallada la música urbana y el estilo de vida por aparece con frecuencia y realizar en el programa.

## Grabación, producción, promoción

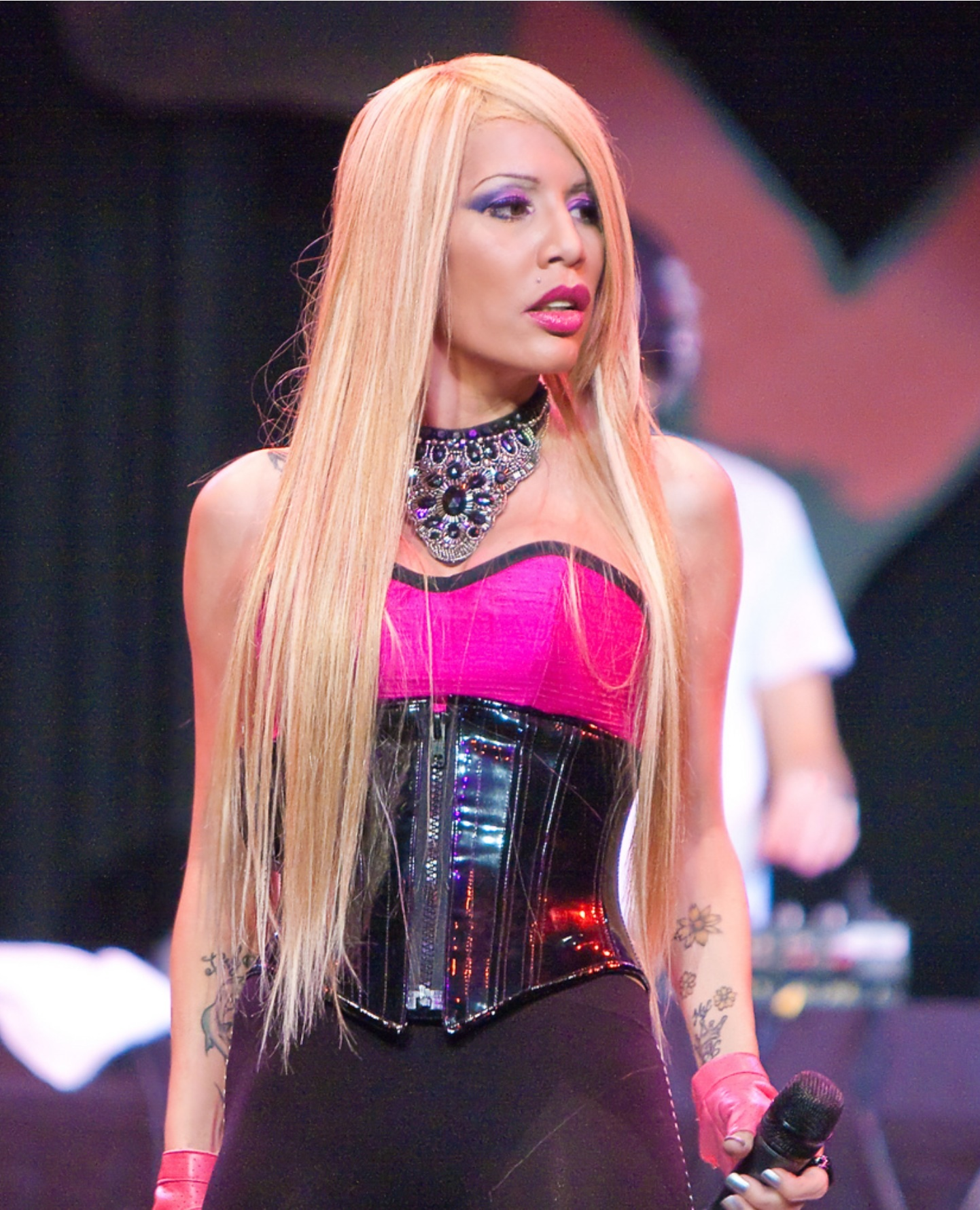
Ivy Queen en 2010.

Las sesiones de grabación para el álbum comenzaron en 2000 y terminaron en 2003 en diversos estudios de grabación. Fue grabado en After Dark Studios en Cartersville, Georgia; Boricua Music Studios en Bridgeport, Connecticut; Flow Music Studios en San Juan, Puerto Rico; Imperio Music Studios en the Bronx, New York; Los Angeles Recording in California; The Lab Studios and Mad Jim Studios. Producción del álbum fue manejados por una variedad de productores musicales. Principal compositor de Ivy para sus álbumes anteriores, DJ Nelson, produjo la canción «Quiero Saber». Luny Tunes, Noriega, Iván Joy, Ecko, DJ Alex, DJ Eric, Rafi Mercenario, Tony "CD" Kelly and Omar Navarro también contribuyen a la producción musical, mientras que DJ Adam produjo ocho de los veintidós pistas. Las colaboraciones en el álbum incluyen «Guillaera», «Money Making», que también tiene el rapero Japanese, el remix de «Babe» y «Quiero Saber» con Gran Omar; «Sangre» con Mexicano 777; «Bounce» con Bimbo y «Dile Qué Ya» con K-7. La grabación fue lanzado al mercado el 19 de agosto de 2003 y distribuido de forma independiente por el sello Real Music Group.
El 27 de enero de 2004, Diva: Platinum Edition fue lanzado con remixes de las canciones de la edición estándar. Incluye canciones adicional como «Papi Te Quiero», un remix en Inglés de «Papi Te Quiero», un remix en reguetón de «Tu No Puedes», «Quiero Saber» y «Quiero Bailar». Fue lanzado en el Reino Unido el 3 de febrero de 2004 por Sony Music. Queen se embarcó en una gira mundial, titulada Reggaeton Tour 2004 en apoyo para Diva. En una de las actuaciones en Ecuador, se realizó las temas «Papi Te Quiero» y «Tu No Puedes», que fue su primera gira por América del Sur. Esto siguió a las presentaciones en Atlanta, Brooklyn y Nueva York, donde fue «designado como madre del jovenenes» del Desfile del Día Nacional de Puerto Rico en junio de 2004. Se refiere a sí misma como «la perra» y «la potra», esta última «apunta a sus llamadas de la agencia sexual femenina», es similar a la metáfora del «caballo negro» para la potencia fálica. Ella quería llamar el álbum La Potra, sin embargo, Universal Music Latino no firmaron el título porque pensaron que era demasiado ofensivo el nombre.

## Música y letras
Diva es una mezcla de reguetón y rap. Los estilos musicales de la grabación es reguetón y el hip-hop, mientras que los experimentos de Queen son con el R&B y pop. Sus letras tienen himnos-empoderamiento femenino. La introducción al álbum afirma que es la reina, usando la metáfora de un combate de boxeo, con frases como «una vuelta más», en el que ella utiliza para expresar su papel como la reina y diva del género de reguetón. «Alude a su video anterior de «Muchos Quieren Tumbarme» en la que interpreta el papel de un boxeador de sexo femenino, mientras que también se refiere al poder de las mujeres como subestimado. «Guillaera», un dueto con Gran Omar, explica qué tipo de hombre ella quiere y no quiere. Según Kalefa Sanneh, del The New York Times, «Drama» pone su «monólogo de fuego rápido sobre un sublime, asintiendo con el ritmo de hip-hop.» En «Tuya Soy», explica «la historia de una mujer que sospecha su marido de la infidelidad», un tema controversial que ha sido prominente en el contenido lírico de Ivy Queen.
«Bésame», es un tema sugerente, que expresa la necesidad de ir a la disco con el chico que le gusta. «Me Acostumbré» y «Dile Que Ya» son baladas de hip hop. «Alerta» tiene «ritmos entrecortados, palmadas y cuernos vagamente nefastos, además de una línea de sintetizador congraciarse interpretado por un androide de un dedo». «Venganza» habla en contra del maltrato a la mujer, que encarna lo que la reina representa en sus composiciones musicales. El medio tiempo, pop «Papi Te Quiero», nombrado como uno de los mujers del álbum, habla del amor junto con un riddim de reggae. Ramiro Burr de Billboard declaró que Papi Te Quiero muestra cómo Ivy Queen «canta y rapea sin esfuerzo y rápidamente», diciendo que ella tiene un estilo «vocal distintivo que evoca a Gwen Stefani». «Quiero Bailar» incorpora un riddim de reggae llamado liquid, que fue producido el Jamaiquino Jeremy Harding. Las letra de la canción «advierten a su pareja de baile para no malinterpretar sus movimientos». Degrada a su pareja que piensa que sólo porque ella baila con él que ella va automáticamente a tener relaciones sexuales con él.

## Recepción

### Crítica
El álbum obtuvo críticas positivas de los críticos, principalmente. Sarah Bardeen de Rhapsody dijo que el álbum estableció Ivy Queen como «la voz de las mujeres», elogiando su «entrega segura de sí misma». Afirmó que las pistas en las que contó con artistas invitados «tienen la sensación de que los chicos están tratando de mantenerse con ella y no al revés», y señaló que la edición de platino, lanzó el éxito «Quiero Bailar». Michael Endelman de Entertainment Weekly llamó el álbum su elección número uno para éxito en los Estados Unidos, mientras que felicita los «letras pegadizos y ritmos pegajosos» que se encuentran en el álbum. Kalefa Sanneh del The New York Times dijo que "[Queen] celebra su género híbrido, al negarse a quedarse quieta", afirma que a veces ella sale del «reguetón para explorar otros ritmos». Ella dijo que el álbum le haría a Ivy Queen popular entre el público estadounidense, si solo no cantaba en español. Un escritor del Chicago Tribune selecciona el álbum como uno de tres para "añadir a su colección de reguetón" que no sea Barrio Fino (2004) del reggaetonero Daddy Yankee. El álbum fue nominado para "Álbum de Reguetón del Año" en los 2005 Billboard Latino, donde también fue nominada para "Canción Tropical del Año, Femenino" y "Canción Tropical del Año, Nueva Artista".
Diva fue muy esperado y aclamado y considerado como un factor en la exposición de corriente del reguetón en 2004. El álbum fue uno de los que ayudaron a revolucionar el reguetón en América junto con Barrio Fino de Daddy Yankee, A la Reconquista de Hector y Tito, The Last Don de Don Omar, Mas Flow de Luny Tunes y El Abayarde de Tego Calderon, entre otros durante 2002 y 2004. Al álbum se le atribuye la introducción del reguetón en los Estados Unidos y a nivel mundial..

### Comercial
Diva fue un éxito comercial, alcanzando el número veinticuatro en la lista Top Latin Albums de Billboard. En el Top Heatseekers de Billboard (South Atlantic), la grabación llegó al número ocho. También alcanzó el número cuatro en la lista de álbumes del género de Reggae. En la lista de Billboard para álbumes Tropical como salsa, merengue, bachata y reguetón, Diva alcanzó el número uno para cuatro semanas, con un total de ochenta y seis semanas en la lista, convirtiéndose en el octavo más vendido Álbum Tropical del 2004. Esto también hizo Ivy Queen la octavo más vendida artista tropical del 2004.
En la lista de Hot Latin Songs de Billboard, «Quiero Bailar», debutó en el número treinta y cinco, para la semana 3 de septiembre del 2005, convirtiéndose en el «Hot Shot Debut» de esa semana y alcanzó el número veintinueve para la semana 17 de septiembre del 2005. Mientras que en la lista Latin Rhythm de Billboard, alcanzó el número ocho para la semana 29 de octubre del 2005. Debutó con el nombre «Yo Quiero Bailar» en el número treinta y siete en la semana 20 de diciembre del 2003 y alcanzó el número veinticuatro de la edición 17 de enero del 2004, sobre la lista de Billboard para las canciones Tropical. La canción volvió a entrar en la lista con el nombre «Quiero Bailar» en el número treinta y seis en la semana 6 de marzo del 2004 y alcanzó el número dieciséis para la semana 9 de julio de 2005. Se convirtió en la primera canción en español en alcanzar el número uno en el Rítmica Top 40 del Power 96 (WPOW), una estación de radio estadounidense con sede en Miami, Florida. «Es una emisora americana y mi canción está número uno y ahí no suena nada en español, pero se está escuchando», explicó. Hasta marzo de 2004, la versión original del álbum había vendido 10.000 unidades en los Estados Unidos y Puerto Rico.

## Lista de canciones
| N.º   | Título                                    | Escritor(es)               | Productor(es) | Duración |  |
| 1.    | «Intro - Diva»                            | Martha Ivelisse Pesante    | DJ Adam       | 1:24     |  |
| 2.    | «Súbelo»                                  | Pesante                    | DJ Adam       | 3:07     |  |
| 3.    | «Guillaera» (con Gran Omar)               | Pesante, Omar Navarro      | DJ Adam       | 4:02     |  |
| 4.    | «Drama»                                   | Pesante                    | DJ Adam       | 2:54     |  |
| 5.    | «Tuya Soy»                                | Pesante                    | DJ Adam       | 2:47     |  |
| 6.    | «Bésame»                                  | Pesante                    | DJ Eric       | 3:04     |  |
| 7.    | «Me Acostumbré»                           | Pesante                    | Noriega       | 2:47     |  |
| 8.    | «Alerta»                                  | Pesante                    | DJ Adam       | 3:02     |  |
| 9.    | «Babe»                                    | Pesante                    | DJ Adam       | 3:16     |  |
| 10.   | «Sangre» (con Mexicano)                   | Pesante, Rudolph Grant     | DJ Adam       | 3:36     |  |
| 11.   | «Tú No Puedes»                            | Pesante                    | Ecko          | 3:36     |  |
| 12.   | «Money Making» (con Japanese y Gran Omar) | Pesante, Navarro           | DJ Adam       | 4:05     |  |
| 13.   | «Venganza»                                | Pesante                    | DJ Alex       | 3:07     |  |
| 14.   | «Bounce» (con Bimbo)                      | Pesante, Alejandro Carmona | Ecko          | 2:56     |  |
| 15.   | «Bailame»                                 | Pesante                    | DJ Adam       | 3:01     |  |
| 16.   | «Dile Que Ya» (con K-7)                   | Pesante, Louis Sharpe      | Carlos Benlos | 4:03     |  |
| 17.   | «Babe» (Remix con Gran Omar)              | Pesante                    | DJ Adam       | 3:17     |  |
| 54:04 |                                           |                            |               |          |  |

| Platinum Edition |                                           |                            |                                  |          |  |
| N.º              | Título                                    | Escritor(es)               | Producer(s)                      | Duración |  |
| 1.               | «Intro - Ivy Queen»                       | Martha I. Pesante          | DJ Adam                          | 1:24     |  |
| 2.               | «Papi Te Quiero»                          | Pesante                    | Tony "CD" Kelly, Rafi Mercenario | 3:10     |  |
| 3.               | «Guillaera» (con Gran Omar)               | Pesante, Omar Navarro      | DJ Adam                          | 4:02     |  |
| 4.               | «Drama»                                   | Pesante                    | DJ Adam                          | 2:54     |  |
| 5.               | «Tuya Soy»                                | Pesante                    | DJ Adam                          | 2:47     |  |
| 6.               | «Bésame»                                  | Pesante                    | DJ Eric                          | 3:04     |  |
| 7.               | «Me Acostumbré»                           | Pesante                    | Noriega                          | 2:47     |  |
| 8.               | «Alerta»                                  | Pesante                    | DJ Adam                          | 3:02     |  |
| 9.               | «Babe»                                    | Pesante                    | DJ Adam                          | 3:16     |  |
| 10.              | «Sangre» (con Mexicano)                   | Pesante, Rudolph Grant     | DJ Adam                          | 3:36     |  |
| 11.              | «Tú No Puedes»                            | Pesante                    | Ecko                             | 3:36     |  |
| 12.              | «Money Making» (con Japanese y Gran Omar) | Pesante, Navarro           | DJ Adam                          | 4:05     |  |
| 13.              | «Venganza»                                | Pesante                    | DJ Alex                          | 3:07     |  |
| 14.              | «Bounce» (con Bimbo)                      | Pesante, Alejandro Carmona | Ecko                             | 2:56     |  |
| 15.              | «Súbelo»                                  | Pesante                    | DJ Adam                          | 3:07     |  |
| 16.              | «Bailamé»                                 | Pesante                    | DJ Alex                          | 3:01     |  |
| 17.              | «Dile Que Ya» (con K-7)                   | Pesante, Louis Sharpe      | Carlos Benlos                    | 4:03     |  |
| 18.              | «Babe» (Remix con Gran Omar)              | Pesante                    | DJ Adam                          | 3:17     |  |
| 19.              | «Papi Te Quiero» (Remix en Inglés)        | Pesante                    | Tony "CD" Kelly                  | 3:14     |  |
| 20.              | «Quiero Saber» (con Gran Omar)            | Pesante, Navarro           | Luny Tunes, Noriega, DJ Nelson   | 2:55     |  |
| 21.              | «Tú No Puedes» (Remix de Reggaeton)       | Pesante                    | Rafi Mercenario                  | 3:36     |  |
| 22.              | «Quiero Bailar»                           | Pesante                    | Iván Joy                         | 3:06     |  |
| 70:09            |                                           |                            |                                  |          |  |

## Personal
Créditos de Allmusic
- Bimbo — Artista Invitado
- José D. Cotté — Ilustraciones
- DJ Adam — Productor
- DJ Alex — Productor
- DJ Eric — Productor
- Gran Omar — Artista Invitado
- Ivy Queen — Artista Principal, Compositora, Productor Ejecutivo, Vocals
- Japanese — Artista Invitado
- Javier López — Preparación
- Luny Tunes — Artista Invitado
- Rafi Mercenario — Productor
- Mexicano 777 — Artista Invitado
- Omar Navarro — Compositor, Productor Ejecutivo, Productor
- Norgie Noriega — Productor
- Joel Nunez — Diseño del portada

## Posiciones
| País (2004)                                     | Posición |
| ----------------------------------------------- | -------- |
| EU Top Latin Albums (Billboard)                 | 24       |
| EU Top Heatseekers (South Atlantic) (Billboard) | 8        |
| EU Reggae Albums (Billboard)                    | 4        |
| EU Tropical Albums (Billboard)                  | 1        |

| País (2004)                    | Posición |
| ------------------------------ | -------- |
| EU Tropical Albums (Billboard) | 8        |

## Ventas y certificaciones
| País           | Certificación | Ventas  |
| -------------- | ------------- | ------- |
| Estados Unidos | Platino       | 100 000 |